# Maurice Tillieux
Maurice Tillieux (Hoei, 7 augustus 1921 - nabij Tours, 2 februari 1978) was een Belgische striptekenaar die door velen de meester van het detectivegenre van stripboeken geacht wordt en een der belangrijkste naoorlogse Belgische stripauteurs.
Zijn schrijfstijl was vrij herkenbaar; een goed in elkaar stekende plot gecombineerd met veel al dan niet zwarte humor. Zijn tekeningen waren eerder aan de sobere kant.

## Biografie
Zijn eerste publicatie kwam in Le Moustique, in 1936, toen hij voor dat blad illustraties maakte. Hij was echter niet tevreden met zijn magere loon als illustrator en trok daarom naar Oostende, om bij de scheepvaart te gaan en studeerde zo navigatie. Toen de Tweede Wereldoorlog uitbrak kwam er een abrupt einde aan zijn studies en tijdens de oorlogsperiode begon hij detectiveromans te schrijven. In 1944 begon hij toch weer illustratiewerk te doen, in magazines zoals Le Moustique, Jeep, Robbedoes (Spirou), Blondine en Bimbo. Hij creëerde toen ook zijn eerste strips.
In 1947 begon hij te werken bij Héroïc-Albums, een nieuwe magazine opgestart door Fernand Cheneval. Eerst probeerde hij enkele strips zoals Bob Bang in een min of meer realistische stijl. Van 1947 tot 1956 boekte hij succes met zijn stripreeks Félix over een bebrilde detective en zijn twee helpers. In 1956 maakte hij de overstap naar Robbedoes, het rivaliserende stripmagazine. Om problemen te vermijden veranderde hij de namen en het uitzicht van de personages uit zijn strip Félix en Gil Jourdan werd geboren. Gil Jourdan werd ook uitgegeven in het Nederlands en werd dan Guus Slim. De reeks werd Tillieux' grootste succes. Van 1969 t/m 1973 publiceerde hij in Robbedoes ook komische gags in de strip Caesar en Josientje. Deze strip was tussen 1957 en 1966 ook al gepubliceerd in het blad Le Moustique en in Spirou. 
Omdat hij te veel werk omhanden begon te krijgen, gaf hij Guus Slim over aan de tekenaar Gos, die voortaan het tekenwerk moest verzorgen. Hij werkte ook als scenarist voor andere reeksen, die bijna allemaal onmiddellijk succes hadden, zoals Natasja met François Walthéry, Yoko Tsuno met Roger Leloup, Hultrasson met Vittorio Leonardo, Jess Long met Arthur Piroton. Voor Guus Slim en zijn andere reeksen zoals Jess Long en Baard en Kale gebruikte hij soms scenario's van zijn eerdere reeks Félix, die hij licht aanpaste.
Maurice Tillieux kwam om het leven bij een auto-ongeval op 2 februari 1978.